# Donald Ray Pollock
Pour les articles homonymes, voir Pollock.
Œuvres principales
- Le Diable, tout le temps

Donald Ray Pollock, né le 23 décembre 1954 à Knockemstiff, est un écrivain américain. En France, il remporte notamment le grand prix de littérature policière en 2012 et le prix Mystère de la critique en 2013 avec son premier roman intitulé Le Diable, tout le temps (The Devil All The Time).

## Biographie
Donald Ray Pollock grandit dans sa ville natale, Knockemstiff (Ohio). Depuis qu'il est adulte, il vit à Chillicothe dans l'Ohio où il a travaillé dans une usine de pâte à papier pendant trente-deux ans en tant qu'ouvrier et conducteur de camions. À cinquante ans, il s'inscrit à des cours d'écriture créative à l'université d'État de l'Ohio.
En 2008 est publié son premier ouvrage, un recueil de nouvelles intitulé Knockemstiff. Durant la campagne présidentielle de 2008, le New York Times publie régulièrement ses dépêches sur les élections vues depuis le sud de l'Ohio. En 2009, il remporte le PEN/Robert W. Bingham Prize, et le Devil's Kitchen Award in Prose du département d'anglais de la Southern Illinois University Carbondale.
Son deuxième ouvrage, Le Diable, tout le temps (The Devil All the Time), paraît en 2011. Publishers Weekly le considère comme l'un des dix meilleurs livres de l'année.
En 2012, Donald Ray Pollock reçoit la bourse Guggenheim (Guggenheim Fellowship) dans la catégorie « Arts créatifs et champ de la fiction ».

## Œuvres

### Romans
- Le Diable, tout le temps[4],[5],[6], Albin Michel, coll. « Terres d'Amérique », 2012 ((en) The Devil All the Time, 2011), trad. Christophe Mercier, 369 p.  (ISBN 978-2226240002)Réédition Le Livre de poche no 33260 2014 (ISBN 978-2253175889)
- Une mort qui en vaut la peine, Albin Michel, coll. « Terres d'Amérique », 2016 ((en) The Heavenly Table, 2016), 576 p.  (ISBN 978-2226322807)

### Recueil de nouvelles
- Knockemstiff[7], Buchet/Chastel, coll. « Littérature étrangère », 2010 ((en) Knockemstiff, 2008), 252 p.  (ISBN 978-2283024089)

## Prix et distinctions notables
Pour le recueil de nouvelles Knockemstiff :
- PEN/Robert W. Bingham Prize 2009[8].

Pour le roman Le Diable, tout le temps (The Devil All the Time) :
- Grand prix de littérature policière 2012[9].
- Prix Mystère de la critique 2013[10].
- Meilleur livre de l'année du magazine Lire 2012[11].
- Trophées 813 2013 meilleur roman étranger[12].